# Braunschweigisches Biographisches Lexikon
Le Braunschweigisches Biographisches Lexikon est une biographie locale en deux volumes contenant des biographies de personnes nées dans la ville de Brunswick ou "le Brunswickien", c'est-à-dire dans le duché de Brunswick-Lunebourg (avec ses sous-principautés), dans le duché de Brunswick, dans l'État libre de Brunswick ou dans la région de Brunswick (de) ou ont influencé de manière significative les développements là-bas ou sont autrement liés à ceux-ci. Les deux volumes couvrent ensemble une période de plus de 1 000 ans.

## Contenu
Le volume Braunschweigisches Biographisches Lexikon. 8. bis 18. Jahrhundert avec 784 pages contient une préface de la région de Brunswick (de), une introduction, une liste des auteurs, abréviations et sigles ainsi que des biographies classées par ordre alphabétique, un index des personnes et un index géographique ainsi que des crédits photos. Il contient plus de 1 150 articles sur des personnes qui ont façonné la vie politique, ecclésiastique, sociale, économique et culturelle.
L'encyclopédie biographique contient des données biographiques de dix siècles sur les personnages les plus importants de Brunswick et couvre ainsi la période allant du début du Moyen Âge au XVIIIe siècle. Parmi eux se trouvent des femmes et des hommes qui travaillaient à Brunswick et dans les environs ; Des princes, des évêques, des moines, des religieuses, des théologiens, des chercheurs, des universitaires, des marchands, des artisans, des artistes et des aventuriers ainsi que des maîtresses, mais aussi des personnes accusées de sorcellerie, des criminels ou des meneurs. Le lexique offre un large aperçu qui ne se limite pas aux princes régionaux, au clergé ou à la haute bourgeoisie, mais comprend également des personnages louches ou imparfaits tels que le gouverneur de la ville Hinrik Kokerbeke (1379-1402), connu pour sa brutalité. Les auteurs du volume comprennent des historiens et des médiévistes, mais aussi des musicologues et des spécialistes de l'art.
Le volume Braunschweigisches Biographisches Lexikon. 19. und 20. Jahrhundert avec 704 pages contient environ 1 600 articles sur des personnes de la région située entre la lande de Lunebourg, d'Aller et Oker à Leine et Weser et le nord du Harz, mais aussi des arrondissements de Goslar, Holzminden et Peine, de Wolfsburg et de l'ancien arrondissement de Blankenburg (de). Ce volume comprend les personnes nées ou décédées après 1800 et décédées avant 1990.

## Édition
Le principal éditeur des encyclopédies est l'ancien chef des archives d'État de Basse-Saxe à Wolfenbüttel (de), Horst-Rüdiger Jarck, qui est responsable du volume 8. bis 18. Jahrhundert publié en 2006 par Appelhans Verlag (de) partage la rédaction avec Dieter Lent (de), Gudrun Fiedler (de), Martin Fimpel, Silke Wagner-Fimpel et Ulrich Schwarz. Pour le volume 19. und 20. Jahrhundert, publié en 1996 par Hahnsche Buchhandlung, Jarck travaille avec Günter Scheel et d'autres auteurs. Le client pour l'œuvre complète est le "Braunschweigische Landschaft".
- Horst-Rüdiger Jarck, Dieter Lent (de) u. a. (Hrsg.): Braunschweigisches Biographisches Lexikon – 8. bis 18. Jahrhundert. Appelhans Verlag, Braunschweig 2006,  (ISBN 3-937664-46-7).
- Horst-Rüdiger Jarck, Günter Scheel (Hrsg.): Braunschweigisches Biographisches Lexikon – 19. und 20. Jahrhundert. Hahnsche Buchhandlung, Hannover 1996,  (ISBN 3-7752-5838-8).